# Bardonnex
Bardonnex is een gemeente en plaats in het Zwitserse kanton Genève.
Bardonnex telt 2143 inwoners.